# Loison-sous-Lens
Loison-sous-Lens is een gemeente in het Franse departement Pas-de-Calais in de regio Hauts-de-France. De plaats maakt deel uit van het arrondissement Lens. Loison-sous-Lens telde op 1 januari 2022 5.202 inwoners.

## Geografie
De oppervlakte van Loison-sous-Lens bedroeg op 1 januari 2022 3,55 vierkante kilometer; de bevolkingsdichtheid was toen 1.465,4 inwoners per km².

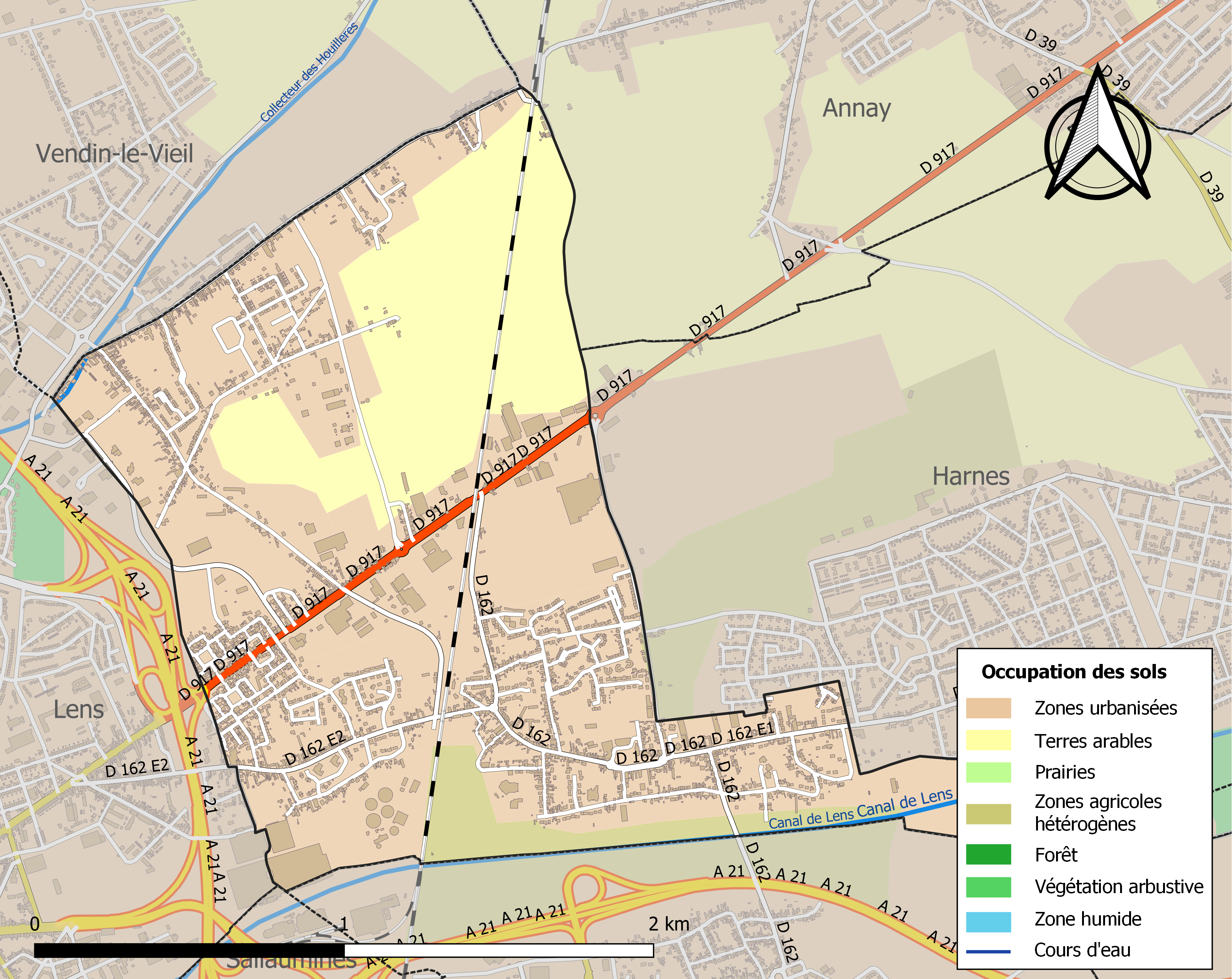
Kaart van de gemeente met belangrijkste infrastructuur, bodemgebruik en omliggende gemeenten

## Demografie
Onderstaande figuur toont het verloop van het inwonertal.